# Damrak
Damrak er en delvist opfyldt kanal i centrum af Amsterdam mellem Hovedbanegården og Dam-pladsen. Den er hovedfærdselsåre for folk, der ankommer til Hovedbanegården og som skal ind til centrum. Ligeledes er der to sporvognsruter fra stationen til centrum med linjerne 4, 9, 16, 24 og 25.
Vejen ligger endvidere på den rute, hvor den nye Nord/Syd-linje i Amsterdam Metro er ved at blive bygget, mellem den eksisterende metrostation Centraal Station og en ny Rokin-station.
På grund af at den nu tidligere børsbygning, den monumentale Beurs van Berlage og flere andre bygninger relateret til finansielle aktiviteter ligger langs vejen er ordet "Damrak" blevet synonym med Amsterdams børs på samme måde som "Wall Street" er et synonym for New York Stock Exchange og NASDAQ.
Navnet på vejen stammer fra de to hollandske ord rak og dam. Vejen lå på en rak (der kan betyde et lige stykke vand mellem to sving eller sluser i dette tilfælde floden Amstel), nær en dam (dæmning. I det 19. århundrede blev et stykke af kanalen opfyldt.